# Black Summer
«Чорне літо» — пісня американської рок-групи Red Hot Chili Peppers і перший сингл з їхнього майбутнього дванадцятого студійного альбому Unlimited Love . Вона була відзначена як перша пісня, випущена з Джоном Фрушанте після його повернення до групи, що робить її першою піснею з ним за 16 років.

## Прийом
Пісня отримала позитивні відгуки від критиків, хоча вокал Кідіса викликав збентеження у критиків, дехто порівнював її з ірландським акцентом або піратським акцентом . Vulture похвалив пісню, сказавши, що в ній є «все, що ви хочете від Chilis joint — ефірні рифи, дивовижно безглузді тексти та музичне відео, в якому Ентоні Кідіс роздягається на півдорозі».
Особливо високо оцінили гітарну роботу Фрушанте, її порівнювали з його роботою над альбомом групи Stadium Arcadium 2006 року. Consequence похвалила «фірмовий звук гітари» Фрушанте, зазначивши, що він «ідеально поєднується з енергійною басовою роботою Флі та виступає в кількох соло. Мало того, повернувся гімнічний бек-вокал Фрушанте, посиливши приспів пісні, щоб створити ефект широкого екрана, гідний стадіону» .
Повернення продюсера Ріка Рубіна також було відзначено Clash , який порівняв сингл з попередньою роботою гурту, з його «з фанк-мелодіями та важким роком».

## Музичне відео
Одночасно з синглом режисера Дебори Чоу було випущено музичне відео .

## Склад
Red Hot Chili Peppers
- Ентоні Кідіс — вокал
- Флі — бас-гітара
- Чад Сміт — барабани, бубон
- Джон Фрусчанте — гітара, бек-вокал

Додаткові музиканти
- Метт Роллінгс — фортепіано